# Ланча Типо 4
Ланча Типо 4 е италиански авиационен двигател, произведен от италианския производител Ланча.
Този водно охлаждан V-12 авиационен двигател е изобретен през 1916 г. и има ъгъл от 50 градуса между цилиндровите банки. Типо 4 притежава следните размери: 4,75 инча (120,7 mm) и 7,09 инча (180 mm) ход. Общият дебит на двигателя е 1,508 cu (24,7 L). Притежава обща мощност 320 к.с. (237 kW) при 1380 rpm и 380 hp (283 kW) при 1420 rpm. Двигателят Типо 4 е с директно задвижване и тежи 335 kg. Двигателят е бил използван и в САЩ в края на 1917 година.